# Hôtel de ville de Nemours
L’hôtel de ville de Nemours, anciennement hospice de Nemours, est un bâtiment situé à Nemours, en France. Il est partiellement inscrit aux monuments historiques depuis 1926.

## Statut patrimonial et juridique
L’édifice fait l’objet d’une inscription au titre des monuments historiques depuis 1926.